# Itelligence
Itelligence AG – niemieckie przedsiębiorstwo informatyczne, powstałe w 1989. Spółka aktualnie jest własnością grupy NTT Data i zajmuje się głównie rozwiązaniami z zakresu SAP. Itelligence zajmuje się również oprogramowaniem dla przedsiębiorstw, hostingiem oraz usługami zarządzania aplikacjami komputerowymi.
Zakres działalności:
- projekty SAP (ERP)
- wsparcie aplikacyjne
- outsourcing
- usługi IT
- szkolenia
- service desk